# Fonda l'Estrella
Fonda l'Estrella és una obra renaixentista de Palafrugell (Baix Empordà) inclosa a l'Inventari del Patrimoni Arquitectònic de Catalunya.

## Descripció
Es tracta d'un gran casal de tres plantes rectangulars i teulada a dues vessants, amb el carener paral·lel a la façana principal. Totes les obertures són allindades i amb marcs de pedra regular, algunes amb ampits i motllures guardapols. A la planta noble hi ha una balconada al centre, entre dos finestrals que presenten la llinda resseguida per un guardapols que arrenca de sengles mènsules amb un cap d'angelot en relleu.
L'interior ha estat força alterat, si bé conserva diferents estances amb voltes de llunetes. Posseeix un ampli pati posterior en el qual destaca una galeria d'arcades neo-mudeixars, que fou afegida. En una porta probablement oberta amb posterioritat hi ha la data: 1605.

## Història
És molt probable que en origen aquest edifici fos la Casa Salomó, llinatge palafrugellenc que per documents dels segles XVII i XVIII sabem resident al carrer de la Caritat. Aquesta era una de les quatre cases que donaven nom al carrer. Amb el pas del temps ha experimentat diverses modificacions.